# Rhinolophus damarensis
Rhinolophus damarensis — вид рукокрилих ссавців з родини підковикових.

## Таксономічна примітка
Таксон відокремлено від R. darlingi.

## Середовище проживання
Країни проживання: Ангола, Намібія, ПАР. 
Вид обмежується посушливими, теплими західними частинами південно-західної Африки. Цей вид переважно ночує в природних печерах, однак його спостерігали в старих золотих і азбестових копальнях. Якобс та ін. (2013) повідомили про види з посушливих саван, Сукулянт-Кару, Нама-Кару, чагарників і пустель..

## Загроза й охорона
Виду потенційно загрожує повторне відкриття шахтних штолень, а також повторне використання старих шахт. Немає прямих заходів збереження. Однак він був зареєстрований у англ. Richtersveld National Park і Augrabies Falls National Park. 